# Santa Maria in Traspontina
Santa Maria in Traspontina är en församlingskyrka och titelkyrka i Rom, helgad åt Jungfru Maria. Kyrkan, som konsekrerades år 1587, är belägen vid Via della Conciliazione i Rione Borgo. Det andra sidokapellet på höger hand, invigt åt den helige Knut, utgör Danmarks nationalhelgedom i Rom.
Tillnamnet ”Traspontina” betyder ”på andra sidan bron”, i detta fall Ponte Sant'Angelo.
Kyrkan innehas av Karmelitorden.
Kyrkan uppfördes efter ritningar av Ottaviano Mascherino. Högaltaruppsatsen är ett verk av Carlo Fontana.

## Titelkyrka
Påve Sixtus V stiftade kyrkan år 1587 som titelkyrka.
Kardinalpräster under 1900- och 2000-talet
- José María Martín de Herrera y de la Iglesia: 1898–1922
- Giovanni Battista Nasalli Rocca di Corneliano: 1923–1952
- Giacomo Lercaro: 1953–1976
  - Vakant: 1976–1979
- Gerald Emmett Carter: 1979–2003
- Marc Ouellet: 2003–